# Hilal Al-Quds
El Al-Quds Hilal Club (en árabe: نادي هلال القدس‎), conocido también como Hilal Al-Quds, es un equipo palestino de fútbol que milita en la Cisjordania Premier League, la liga de fútbol más importante de Palestina.

## Historia
Fue fundado en el año 1972 en la ciudad de Jerusalén por Hajj Mehdi Hegazy, y empezó siendo un club multideportivo, con fútbol, boxeo, judo y kárate. Fue campeón de liga en cuatro ocasiones, y ganadores de Copa en tres oportunidades. 
A nivel internacional han participado en 6 torneos continentales, en donde nunca han superado la segunda ronda.

## Palmarés
- Cisjordania Premier League: 4

2012, 2017, 2018, 2019.
- Copa de Palestina: 3

2011, 2014, 2018

## Equipos hermanados
Actualmente está hermanado con el equipo maltés Valletta Football Club.

## Participación en competiciones de la AFC
| Temporada | Torneo                    | Ronda          | Club                    | Resultado   |
| --------- | ------------------------- | -------------- | ----------------------- | ----------- |
| 2002      | Copa de Clubes de Asia    | 1              | Al-Ahli San'a           | 0-0, 2-1    |
| 2002      | Copa de Clubes de Asia    | 2              | Al Kuwait Kaifan        | 2-3, 1-6    |
| 2013      | Copa Presidente de la AFC | Fase de grupos | FC Balkan               | 2-3         |
| 2013      | Copa Presidente de la AFC | Fase de grupos | Boeung Ket FC           | 1-0         |
| 2013      | Copa Presidente de la AFC | Fase de grupos | Sri Lanka Army SC       | 10-0        |
| 2013      | Copa Presidente de la AFC | Segunda Ronda  | KRL FC                  | 0-2         |
| 2013      | Copa Presidente de la AFC | Segunda Ronda  | FC Dordoi Bishkek       | 3-2         |
| 2015      | Copa AFC                  | Preliminar     | Manang Marshyangdi Club | w.o.        |
| 2015      | Copa AFC                  | Playoff        | Al-Jaish Damasco        | 0-0 (4-5 p) |
| 2018      | Copa AFC                  | Playoff        | Al-Suwaiq               | 0-1, 1-1    |
| 2019      | Copa AFC                  | Playoff        | Al-Nasr Salalah         | 2-1, 1-0    |
| 2019      | Copa AFC                  | Fase de grupos | Al-Wehdat SC            | 2-6, 0-2    |
| 2019      | Copa AFC                  | Fase de grupos | Al-Jaish Damasco        | 0-0, 1-1    |
| 2019      | Copa AFC                  | Fase de grupos | Nejmeh SC               | 2-1, 2-1    |
| 2020      | Copa AFC                  | Playoff        | Sur Club                | 2-0, 0-0    |
| 2020      | Copa AFC                  | Fase de grupos | Al-Jaish Damasco        | 0-1         |
| 2020      | Copa AFC                  | Fase de grupos | Al-Ahed SC              | 1-2         |
| 2022      | Copa AFC                  | Fase de grupos | East Riffa Club         | 2-2         |
| 2022      | Copa AFC                  | Fase de grupos | Tishreen SC             | 0-0         |
| 2022      | Copa AFC                  | Fase de grupos | Nejmeh SC               | 0-2         |